# Trasa Galicyjska w Krakowie
Trasa Galicyjska – część II obwodnicy Krakowa między rondem Mogilskim a węzłem drogowym im. Czesława Miłosza, zaś w dalszej swojej części projektowana alternatywna droga równoległa do al. 29 Listopada.

## Kształt obecny
Trasa wybudowana jest do połowy i składa się z ulic: Aleksandra Lubomirskiego i Wita Stwosza, a jej koniec stanowi węzeł drogowy im. Czesława Miłosza. Jest odciążeniem Alei Trzech Wieszczów. Pod ul. A. Lubomirskiego biegnie tunel Krakowskiego Szybkiego Tramwaju.

## Planowane przedłużenie
W planach zagospodarowania przestrzennego Krakowa Trasa Galicyjska za ul. Wita Stwosza ma przechodzić w ul. 6 Sierpnia – drogę kategorii G, stanowiącą alternatywę dla al. 29 Listopada, która ze względu na dużą liczbę dochodzących do niej uliczek i sygnalizację świetlną, korkuje się w godzinach szczytu porannego w kierunku Nowego Kleparza, a podczas szczytu wieczornego w kierunku na Warszawę.

## Ważniejsze obiekty przy Trasie Galicyjskiej
Przy rondzie Mogilskim znajduje się budynek Unity Center zwany wcześniej przez wiele lat: Szkieletorem. Do skrzyżowania z ul. Rakowicką ciągną się zabudowania Uniwersytetu Ekonomicznego. Przy ul. Lubomirskiego 21 mieści się Gimnazjum Specjalne Nr 61 w Krakowie, nieopodal pod nr 27-29 znajduje się dosyć nietypowa, secesyjna kamienica zaprojektowana w 1912 przez Karola Szpondrowskiego. Przy skrzyżowaniu z ul. Rakowicką karmelici bosi posiadają swój klasztor. Obok ul. Wita Stwosza znajduje się Dworzec MDA. Pod adresem ul. Wita Stwosza 4 mieści się Muzeum Armii Krajowej, naprzeciwko którego znajduje się nastawnia dysponująca stacji Kraków Główny.